# 解剖学史
解剖学史

## 古代埃及人
古代埃及人在医学上十分出色。有关外科的纸草书记载了他们对疾病的认识。最早的纸莎草文献是约1600BC的《艾德温·史密斯纸草文稿》。

## 巴比伦
汉谟拉比法典对外科手术的相关规定。

## 古希腊-罗马
希波克拉底
盖伦，（Galen，约公元130年—200年）

## 近代解剖学的奠基
维萨里，（A.vesalius，1514年—1564年）比利时解剖学家，1543年出版了《人体的构造》（De humani corporis fabrica）一书。